# Идрисов, Кабдыкарим
Кабдыкарим Идрисов (каз. Қабдыкәрім Ыдырысов; 27 августа 1928, Павлодарская область — 22 ноября 1978, Алма-Ата) — казахский советский поэт, переводчик, редактор.

## Биография
Родился 27 августа 1928 года в колхозе «Победа» Куйбышевского района (ныне опытное хозяйство имени Багустара Рамазанова Актогайского района Павлодарской области Казахстана). Отец Кабдыкарима был осуждён как «враг народа» в 1937 году и приговорён к ссылке на остров Диксон, откуда не вернулся. Был реабилитирован лишь посмертно в 1959 году.
В 1948 году окончил Павлодарское педагогическое училище, в 1962 — КазПИ (ныне Казахский национальный педагогический университет им. Абая).
Этапы карьерного роста:
- 1948—1952 — инструктор Павлодарского облисполкома.
- 1952—1957 — заведующий отделом газеты «Қазақстан пионері».
- 1957—1961 — старший редактор издательства «Жазушы».
- 1961—1965 — ответственный секретарь газеты «Қазақ әдебиеті».
- 1965—1972 — секретарь Союза писателей Казахстана.
- 1972—1975 — директор Государственной книжной палаты Казахстана.
- 1975—1978 — директор издательства «Жалын».

Состоял в КПСС, являлся членом Алма-Атинского областного комитета партии. Также был депутатом Алма-Атинского городского совета депутатов трудящихся.
Ушёл из жизни 22 ноября 1978 года в Алма-Ате. Похоронен на Кенсайском кладбище.

## Творчество
Кабдыкарим Идрисов ещё в юности начал писать стихи, которые рассылал в редакции различных газет и журналов. После участия в областном конкурсе молодых дарований его приметил известный казахский поэт Калижан Бекхожин. Несмотря на «неблагонадёжное» происхождение, Бекхожин пригласил молодого поэта в Алма-Ату и стал помогать в совершении литературной карьеры.
Первый сборник стихотворений Идрисова «Өмір гүлі» («Цветы жизни») вышел в 1955 году. Далее последовали сборники «Шуақты күндер» («Солнечные дни», 1969), «Армысың, Арабстан» («Здравствуй, Аравия!», 1975) и др. Сборник «Здравствуй, Аравия!» стал результатом творческой командировки в Египет, Ливан и Сирию. Идрисов писал и книги для детей: «Жасырынбақ» («Жмурки», 1962), «Әр қашан күн сөнбесін» («Пусть всегда будет солнце!», 1965). Многие стихотворения поэта были переложены на музыку.
Идрисов переводил на казахский язык произведения О. Гончара, Ф. Г. Лорки, стихотворения А. Пушкина, М. Лермонтова, Т. Шевченко, Н. Хикмета и др. Им также были выполнены переводы стихотворений С. Маршака, А. Барто и С. Михалкова, адресованных детской аудитории.
В свою очередь, стихотворения Идрисова переводились на русский язык и издавались в Москве.

## Награды
- Медаль «За доблестный труд в ознаменование 100-летия со дня рождения В. И. Ленина».

## Память
- Мемориальные доски установлены в Алма-Ате на стене дома на проспекте Достык, где жил Идрисов, и в Павлодарском педагогическом колледже, который он заканчивал.
- Имя поэта носит школа в Актогайском районе, в которой он учился.
- При школе села Ауелбек Актогайского района действует музей Идрисова.
- В 2018 году в Павлодарской области проходили «Идрисовские чтения», посвящённые 90-летию со дня рождения поэта[3][4].
- В городе Павлодар его именем названа улица.